# インデューサー
分子生物学において、インデューサー（英: inducer）は遺伝子発現を調節する分子の1つである。インデューサーの機能は2通りある。
- リプレッサーへの結合: インデューサーのリプレッサーへの結合によって、リプレッサーのオペレーターへの結合が防がれ、RNAポリメラーゼはオペロンの遺伝子の転写を開始することができる。
- アクチベーターへの結合: アクチベーターは一般的に、インデューサーが存在しない限りDNAに強く結合しない。インデューサーがアクチベーターに結合することで、複合体は活性化配列に結合し、標的遺伝子を活性化する[2]。インデューサーの除去によって転写は停止する[2]。

標的遺伝子の発現の増大に低分子のインデューサーが必要となる場合、そうした発現の増大は誘導（インダクション、induction）と呼ばれる。ラクトースオペロン（lacオペロン）は誘導性オペロンの一例である。

## 機能
リプレッサータンパク質はDNA鎖に結合し、RNAポリメラーゼのDNAへの結合とmRNAの合成を防ぐ。インデューサーはリプレッサーに結合し、形状の変化を引き起こしてDNAへの結合を防ぐ。その結果、RNAポリメラーゼは転写が可能になり、遺伝子発現が行われる。
遺伝子が発現するためには、DNA配列はmRNAと呼ばれる、より小さな可動性の分子へとコピーされなければならない（この過程は転写と呼ばれる）。mRNAは、タンパク質を作るための命令をタンパク質の製造（この過程は翻訳と呼ばれる）が行われる場まで運ぶ。さまざまな種類のタンパク質が、転写を促進したり阻害したりすることで、遺伝子発現のレベルに影響を与える。原核生物（細菌など）では、こうしたタンパク質は遺伝子の開始部分に位置するオペレーターと呼ばれるDNA部分に作用することが多い。プロモーターは、遺伝子配列をコピーしてmRNAを合成する酵素であるRNAポリメラーゼがDNA鎖に結合する部分である。
一部の遺伝子は、リプレッサーとは反対の作用を持つアクチベーターによって調節される。インデューサーは、アクチベータータンパク質に結合し、アクチベーターをRNAの転写を促進するオペレーターDNAへ結合させることで作用する場合もある。
アクチベータータンパク質に結合して不活性化させるリガンドは、転写を阻害する効果があるためインデューサーには分類されない。

## 例

### lacオペロン
lacオペロンのインデューサーはアロラクトースである。培地にラクトースが存在する場合、ラクトースの一部は細胞内に存在する数分子のβ-ガラクトシダーゼによってアロラクトースに変換される。アロラクトースはリプレッサーに結合し、リプレッサーのオペレーター部位に対する親和性を低下させる。
しかしながら、ラクトースとグルコースがどちらも存在する場合、lacオペロンは抑制される。これはグルコースがlacZYAの誘導を活発に阻害するためである。

### araオペロン
araオペロンでは、アラビノースがインデューサーである。